# Pio V. Corpuz
Pio V. Corpuz (in passato Limbuhan) è una municipalità di quarta classe delle Filippine, situata nella Provincia di Masbate, nella Regione di Bicol.
Pio V. Corpuz è formata da 18 baranggay:
- Alegria
- Buenasuerte
- Bugang
- Bugtong
- Bunducan
- Cabangrayan
- Calongongan
- Casabangan
- Guindawahan
- Labigan
- Lampuyang
- Mabuhay
- Palho
- Poblacion
- Salvacion
- Tanque
- Tubigan
- Tubog